# 2018年熱帶風暴摩羯
熱帶風暴摩羯（英語：Tropical Storm Yagi，國際編號：1814，聯合颱風警報中心：WP182018，菲律賓大氣地球物理和天文服務管理局：Karding），為2018年太平洋颱風季第14個被命名的熱帶氣旋，是歷史上首個影響萊州灣及登陸山東濰坊的熱帶風暴。
「摩羯」一名由日本提供，即摩羯座。

## 氣象歷史
季風槽持續活躍於2018年7月下旬的西北太平洋上空，並產生多個吹襲日本和中國的熱帶氣旋。關島附近海域在8月1日同時出現兩個低壓區，美國海軍研究實驗室針對位置較西的低壓系統給予熱帶擾動編號93W。而位置較東的系統（熱帶擾動94W）後來發展成為熱帶氣旋珊珊。初時數值預報模式指出該兩系統將合併成為同一系統並增強為熱帶氣旋，隨後放棄此預測，並改為預料位置較西的低壓區將緊接熱帶氣旋珊珊向西北移動。由於熱帶氣旋珊珊較強，因此吸取附近的西南季候風較多，令位置較西的系統連續多日發展緩慢。同時該低壓區亦受制於珊珊引起的垂直風切，導致其對流稀疏而薄弱，低層環流中心難以辨認。聯合颱風警報中心在8月1日下午2時對該低氣壓在1日內形成熱帶氣旋的機會評為「低」，5日才提升至「中」，6日下午2時提升至「高」，並發佈熱帶氣旋形成警報。因應珊珊逐步北上遠離，原先被它捲走的西南季候風重新連接至此系統，此系統隨即逐漸快速發展，整合其對流雲團，呈現熱帶氣旋雛形。日本氣象廳在早上8時把此系統升格為熱帶低氣壓。由於副熱帶高壓脊受短波槽打擊及熱帶氣旋珊珊阻礙而東退，此系統受赤道反氣旋北面的微弱引導氣流帶動，緩步向東北方向移動，時速約5公里。
隨着該系統組織進一步成形，聯合颱風警報中心在7日凌晨5時把該系統升為熱帶低氣壓，紿予熱帶氣旋編號18W。香港天文台則在早上6時45分表示該系統正在增強，「一個熱帶氣旋似乎在形成中」，至早上9時45分亦把該系統升為熱帶低氣壓，中國國家氣象中心在下午4時10分跟隨。日本氣象廳更在下午3時25分發出烈風警告，表示該系統在1日內有機會增強為熱帶風暴。翌日中午12時10分，日本氣象廳正式把該系統升為熱帶風暴，給予國際編號1814，並命名為摩羯。
摩羯在8月10日轉向西方移動，並在11日於沖繩南面海域和宮古島北面海域掠過，在當日稍後再轉向西北方移動，並稍微增強。中國國家氣象中心在8月12日下午將其升格為強熱帶風暴，並在同日晚上11時35分宣佈摩羯在浙江省台州溫嶺市登陸。登陸後，摩羯逐漸減弱。日本氣象廳在8月13日下午3時50分將其降格為熱帶低氣壓。中央氣象台在8月13日晚上11時將其降格為熱帶低氣壓，當時位於安徽省亳州市渦陽縣，8月14日午夜進入河南省商丘市，並在上午5時於山東省菏澤市單縣停編。
隨後，摩羯穿越山東，以熱帶低氣壓級別進入渤海，並重新增強到熱帶風暴，中心最大風力一度達到23m/s（即83km/h）；之後，受大陸高氣壓影響，8月15日下午開始摩羯的殘餘低壓從渤海急轉彎回山東，成了歷史罕見的“萊州灣颱風”。中央氣象台在初報時，並未承認摩羯在渤海的加強，也未承認摩羯以熱帶風暴級強度登陸山東萊州灣沿岸的濰坊。在最佳路徑裡，中央氣象台承認摩羯的加強和萊州灣登陸強度，成為有紀錄以來首個在山東萊州灣登陸的颱風，登陸時中心附近最大風力為18m/s（即65km/h）

## 防灾措施及影响

### 日本
当地发布之最高风力警报：强风注意警报
受到摩羯影響，有兩班來往香港和沖繩的航班取消。

### 中国大陆
当地发布之最高台风预警信号： 颱風黃色預警信號
中央气象台在8月11日6时发布台风蓝色预警信号，此时摩羯位于浙江省象山县东偏南约970公里。8月12日18时，台风蓝色预警信号升级为台风黄色预警信号，当时其中心位于浙江省台州市东南方向大约235公里的东海南部海面上。

#### 上海
当地发布之最高台风预警信号： 颱風黃色預警信號
上海中心气象台在8月11日20时发布台风蓝色预警信号，此时摩羯位于台州市东南约760公里。

#### 浙江
当地发布之最高台风预警信号： 颱風橙色預警信號

#### 江苏
当地发布之最高台风预警信号： 颱風藍色預警信號

#### 安徽
当地发布之最高台风预警信号： 颱風藍色預警信號

## 熱帶氣旋警告使用紀錄

### 中國大陸
| 国家气象中心 颱風預警信號 | 国家气象中心 颱風預警信號 | 国家气象中心 颱風預警信號 |
| ------------------------- | ------------------------- | ------------------------- |
| 上一熱帶氣旋              | 颱風藍色預警信號          | 下一熱帶氣旋              |
| 颱風雲雀                  | 颱風藍色預警信號          | 强热带风暴丽琵 貝碧嘉     |
| 强热带风暴安比            | 颱風黃色預警信號          | 强热带风暴丽琵 貝碧嘉     |

## 外部連結
| 太平洋颱風季             |
| 主題頁 - 專題 - 編輯指南 |

- （英文）颱風2000：各氣象部門對摩羯的預測路徑集合（页面存档备份，存于）、數值預報預測路徑整合（页面存档备份，存于）
- （日語）日本氣象廳：颱風情報（日文版（页面存档备份，存于）－英文版）、數位颱風網資料（日文版（页面存档备份，存于）、英文版（页面存档备份，存于））
- （英文）美國聯合颱風警報中心：18W最佳路徑數據（页面存档备份，存于） （页面存档备份，存于）
- （英文）美國海軍研究實驗室：18W檔案 （页面存档备份，存于）
- （简体中文）中國國家氣象中心：台风快讯、台风路径预报（页面存档备份，存于）、台风公报Archive.today的存檔，存档日期2020-10-13 （页面存档备份，存于）
- （繁體中文）臺灣交通部中央氣象局：颱風消息、颱風資料庫——輕度颱風摩羯[][][][永久][永久][永久][永久][永久][永久][永久][永久]